# Bilal Sidibé
Bilal Sidibé (* 31. Dezember 1978 in Nouakchott) ist ein mauretanischer ehemaliger Fußballspieler.

## Karriere

### Verein
Sidibé begann seine Karriere im Jahr 1997 bei SoNaDeR Ksar und wechselte 1999 zu ASC Mauritel Mobile FC, wo er die Meisterschaft feiern konnte. Anschließend wechselte er zum senegalesischen Verein ASC Jeanne d’Arc und wurde auch hier auf Anhieb Meister mit dem Verein. Später spielte er bei verschiedenen Vereinen in Frankreich, bevor er 2012 für kurze Zeit nach Tunesien zu AS Gabès wechselte. Bereits 2013 kehrte er aber nach Frankreich zurück und unterschrieb bei FCAV Redon.

### Nationalmannschaft
Seit 1994 spielte Sidibé für Mauretanien und nahm mit seinem Land an mehreren Qualifikationen teil.

## Erfolge
- Mauretanischer Meister: 2000
- Senegalesischer Meister: 2001